# Municipio de Richland (condado de Brookings)
El municipio de Richland (en inglés: Richland Township) es un municipio ubicado en el condado de Brookings en el estado estadounidense de Dakota del Sur. En el año 2010 tenía una población de 199 habitantes y una densidad poblacional de 2,32 personas por km².

## Geografía
El municipio de Richland se encuentra ubicado en las coordenadas 44°20′51″N 96°29′22″O / 44.34750, -96.48944. Según la Oficina del Censo de los Estados Unidos, el municipio tiene una superficie total de 85.71 km², de la cual 85,71 km² corresponden a tierra firme y (0 %) 0 km² es agua.

## Demografía
Según el censo de 2010, había 199 personas residiendo en el municipio de Richland. La densidad de población era de 2,32 hab./km². De los 199 habitantes, el municipio de Richland estaba compuesto por el 87,94 % blancos, el 12,06 % eran de otras razas. Del total de la población el 12,06 % eran hispanos o latinos de cualquier raza.